# Siyar
Siyar (سير / siyar, die Pluralform von Sira / سيرة / sīra / ‚Verhaltensweise‘) regeln im islamischen Recht (Fiqh) das Kriegs- und Fremdenrecht. Die Summe dieser Regeln stellt innerhalb der islamischen Jurisprudenz einen eigenständigen Zweig der Rechtslehre dar und wird aus dem Koran, der Sunna, dem Qiyās, der Idschmāʿ ferner aus den Rechtsbestimmungen betreffs  Dschihad  abgeleitet. Der Begriff bezeichnet die Gesamtheit der Regeln, die die Haltung des islamischen Staates gegenüber den Nicht-Muslimen (Dhimma) bestimmen. Es handelt sich hierbei um einen Vorläufer völkerrechtlicher Regelungen, die auf der Rechtspraxis der islamischen Expansion beruhen.
Der Rechtsgelehrte as-Sarachsi (gest. 1090) definiert in seinem Rechtskompendium der hanafitischen Rechtsschule Siyar, wie folgt:

„Wisse, daß das Wort Siyar der Plural von Sīrat ist, d.h. Betragen, Verhalten. Wir bezeichnen dieses Kapitel mit diesem Namen, da es das Verhalten der Muslime im Umgang mit den Nichtmuslimen, die Krieg führen, beschreibt, wie auch mit den Kriegsführenden, die einen Pakt (mit den Muslimen) geschlossen haben, und als Ausländer oder als nichtmuslimische Untertanen im islamischen Staat leben, auch im Umgang mit Abtrünnigen, welche schlimmer unter den Ungläubigen sind, da sie nach der Anerkennung (den Islam) abschwören; und im Umgang mit den Rebellen, deren Stellung geringer (tadelnswert) ist als die der Nichtmuslime, obgleich sie unwissend sind und auf falschem Boden in ihren Beweisführungen (stehen).“

Einer der ersten Rechtsgelehrten, der einen Traktat zu den Siyar verfasste, war ʿAbd ar-Rahmān al-Auzāʿī (gest. 774). Sein Werk hat sich zwar nicht eigenständig erhalten, doch wird der Text in drei späteren Werken zitiert, nämlich 1. dem Kitāb ar-Radd ʿalā Siyar al-Auzāʿī („Buch zur Widerlegung der Siyar al-Auzāʿīs“) von Abū Yūsuf (gest. 798), 2. dem Kitāb as-Siyar von Abū Ishāq al-Fazārī, einem Schüler al-Auzāʿīs, und 3. dem Kitāb al-Umm von asch-Schāfiʿī (gest. 820). Abū Yūsuf zitiert in seinem Werk zunächst die Differenzen zwischen Abū Hanīfa und al-Auzāʿī und trägt dann jeweils seine Position vor. Asch-Schāfiʿī zitiert den Text mit den Kommentaren und Glossen von Abū Hanīfa und Abū Yūsuf und geht dann auf Punkte ein, bei denen seine eigene Lehrmeinung gegenüber den früheren Gelehrten abweicht.

## Belege
1. ↑  Vgl. Khadduri 2000, 23f.